# Vogelkopf und Vogelherz
Vogelkopf und Vogelherz ist ein Volksmärchen (AaTh 567), das im tschechischen, österreichischen, rätoromanischen, bulgarischen serbischen, schottischen und spanischen Sprachraum bekannt ist.

## Handlung
Ein Jäger, der im Wald einen Vogel schoss, begegnet auf dem Heimweg einem alten Mütterchen, das ihm erzählt, der Vogel sei ein Glücksvogel und wer sein Herz isst, der findet täglich einen Dukaten unterm Kopf, und wer sein Köpfchen isst, der wird König. Zu Hause angelangt, lässt sich der Jäger seinen Fang braten, doch seine beiden Söhne naschen heimlich davon, der eine das Herz und der andere das Köpfchen, danach laufen sie aus Angst vor der Strafe der Eltern davon und finden bei einem Edelmann Unterschlupf.
Der Edelmann beschließt die beiden Brüder aufzunehmen und schickt sie in die Schule, doch eines Tages beschließen sie in die Welt hinauszuziehen, wodurch der eine der erste Höfling des Königs wird und der andere, dem täglich drei Dukaten unterm Kopf erscheinen, als Jäger in die Dienste einer bösen Frau gerät. Diese beauftragt eine Zauberin damit ihr das Herz des Glücksvogels zu beschaffen, doch wird sie überlistet, indem sie nur ein einfaches Vogelherz präsentiert bekommt, danach bringt ihr der Jäger einen magischen Apfel, durch den sie sich in einen Esel verwandelt und im Zorn darüber den Hals bricht.
Nach einiger Zeit tritt auch der Jäger als erster Höfling in die Dienste eines Königs, wird aber durch die List eines Rivalen dazu gezwungen, seinem Herrn die Tochter des Seekönigs als Braut zu beschaffen. Das Abenteuer gelingt, doch die Prinzessin will keinen so alten König heiraten, also nimmt sie eine magische Salbe und offeriert dem Alten sich den Kopf abschneiden zu lassen, der dann damit bestrichen werden solle, wodurch er seine Jugend und Schönheit zurückbekommen würde. Der Alte traut sich jedoch nicht so recht und in der Folge bietet sich der Jäger für einen Versuch an, damit sich der König überzeugen lässt. Das Wagnis beschert dem Jäger siebenfache Schönheit, woraufhin auch der König sich dazu ermannt. Die Prinzessin aber setzt ihm den Kopf nicht wieder auf und nimmt den Jäger zum Mann, der somit König wird. Er erkundigt sich nach seinem Bruder und erfährt, dass auch dieser König wurde, schlussendlich holen sie auch den Edelmann und ihre Eltern in ihre Königreiche und leben ein gutes Leben.

## Hintergrund
Diese tschechische Version, die im Deutschen den Titel Vogelkopf und Vogelherz erhielt, stammt aus dem zweiten Band von Božena Němcovás Werk Národní báchorky a pověsti und stellt eine ziemlich ungewöhnliche Verbindung zwischen den Stoffen „Der Zaubervogel“, „Fortunatus“ und „Das kluge Pferd“ dar. Laut Jaromír Jechs Tschechische Volksmärchen ist die weitschweifige Passage, in der der Edelmann die Brüder erziehen lässt, weit von der volkstümlichen Vorlage entfernt. Die Variante sei aber ab spätestens 1846 gehört worden und stamme mit Sicherheit aus Böhmen. Němcová schrieb in ihren Anmerkungen, dass es ähnliche Varianten aus Mähren sowie von den Slowaken und Serben gibt. Eine österreichische Variante von Josef Haltrich wurde 1856 unter dem Titel Der seltsame Vogel in dem in Berlin erschienenen Werk Deutsche Volksmärchen aus dem Sachsenlande in Siebenbürgen veröffentlicht.
In einer rätoromanischen Version, die im Deutschen den Titel Der Vogel trägt, fängt ein Mann den Vogel, der daraufhin ein silbernes, ein goldenes und ein diamantenes Ei legt. Letzteres kann sich der ansässige Goldschmied nicht leisten, also kommt der Lesekundige vorbei, um sich den Vogel zu besehen und entdeckt unter dem Kropf des Tieres einen Schriftzug, der über die wundersamen Eigenschaften von Kopf und Herz berichtet. Sogleich erwirbt er den Vogel und lässt ihn sich braten, doch zwei der Söhne des Mannes essen Kopf und Herz, laufen aus Angst davon und kommen bei einem Wirt unter, der sie dabehält und zur Schule schickt. Später soll ein neuer König gewählt werden, indem man eine Taube entscheiden lässt und diese lässt sich auf dem Kopf des Jungen nieder, der den Kopf des Vogels gegessen hatte. Diese Version wurde im Auftrag von Caspar Decurtins im Surmeir gesammelt und als Igl utschel in dem Werk Rätoromanische Chrestomathie (Band 10, Nr. 2, S. 610, 1914) abgedruckt. Die erste Übertragung ins Deutsche erfolgte durch Leza Uffers Die Märchen der Weltliteratur – Rätoromanische Märchen (Eugen Diederichs Verlag, 1973).
Eine bulgarische Version, die von Aleksandǎr Burmov nach dem Erzähler Koljo Burmov in Bjala Čerkva, Weliko Tarnowo aufgezeichnet wurde und von ihm im 38. Band der Sammlung für Volksschöpfungen, Wissenschaft und Schrifttum (Sofia 1889–1958) auf Seite 150 veröffentlicht wurde, bekam im Deutschen die Titel Der wundersame Vogel und Der Zaubervogel. Hernández de Sotos spanische Version erhielt im Deutschen den Titel Der Diamantenvogel. Eine schottische wurde mit Die Vogelleber und die Tasche voll Gold übersetzt. In einer etwas anderen serbischen Variante aus Vuk Karadžićs Volksmärchen der Serben (Berlin 1854), die im Deutschen den Titel Der wunderbare Vogel erhielt, tötet der eine Bruder, der alles weiß, den anderen Bruder, der stets hundert Zechinen unter seinem Kopf findet sowie König wurde und besteigt selbst den Thron.
Die zu essenden Körperteile des Vogels und deren magische Fähigkeiten können variieren. Meist verleihen sie die Gaben Geld unter dem Kopf zu finden und König zu werden, aber auch allwissend zu sein kann auftreten. Manchmal sind es auch drei Brüder. Der mittlere Teil handelt oft von einer weiblichen Person, bei der der Bruder, der nicht König wird, unterkommt oder die dieser heiratet und die versucht ihm das magische Körperteil mittels eines Brechmittels zu entlocken, um es selbst zu verspeisen. Oft wird diese dann vorübergehend oder dauerhaft in ein Tier verwandelt. Dass der König geköpft wird und beide Brüder Könige werden, findet sich nur in der tschechischen Version. Ähnliche Märchen der Brüder Grimm sind Die zwei Brüder und Der Krautesel.
Jiří Polívka analysierte diesen Märchentyp und kam zu dem Schluss, dass die bulgarischen und mazedonischen Varianten eine Gruppe bilden und, zusammen mit einem Teil der serbischen Varianten, mit östlichen sowie west- und nordasiatischen Traditionen verwandt sind. Den Ursprung dieses Märchentyps vermutet er in Mittel- und Westasien.